# Кубено-Озёрский район
Ку́бено-Озёрский район, или Ку́бино-Озёрский район — район, существовавший в составе Северного края, Северной и Вологодской областей РСФСР.

## История
После упразднения Вологодского уезда, 15 июля 1929 года Президиумом ВЦИК было введено районирование Северного края. Кубено-Озерский район был образован в состав Вологодского округа Северного края.
20 июня 1932 года постановлением Президиума ВЦИК был упразднён Вологодский район Северного края. Его территория была распределена следующим образом:
а)Брюховский, Заболотский, Марковский и Пухтинский сельсоветы, а также части территории Беловского, Гаврильцевского и Лихтожского сельсоветов, с границей на этом участке по реке Лихтожской, были отнесены к Грязовецкому району, Гончаровский сельсовет полностью - к Кубино-Озёрскому району, Потобовский, Пуденгский, Хреновский и Янгосорский сельсоветы и части территории Емского, Погореловского и Тошнинского сельсоветов, с установлением границы по реке Ема, отнести к Чёбсарскому району
б) остающаяся территория ликвидируемого Вологодского района Северного края, была подчинена Вологодскому горсовету в порядке постановления Президиума ВЦИК 30 октября 1930 г. (СУ, N 57, ст. 683) .
5 декабря 1936 года Кубено-Озерский район вошёл в состав Северной области.
23 сентября 1937 года Кубено-Озерский район вошёл в состав Вологодской области. 1 сентября 1938 года в состав восстановленного в Вологодской области Вологодского района вернулись сельсоветы, переданные в Кубено-Озёрский район в 1932 году.
При расформировании районов 13 декабря 1962 года территория Кубено-Озёрского района отошла к Вологодскому району.